# WeltTrends
WeltTrends ist ein seit 1993 monatlich erscheinendes Journal für internationale Politik. Der Redaktionssitz ist Potsdam. Herausgeber des Journals sind der eingetragene Verein WeltTrends und das West-Institut Posen in Polen. Die Zeitschrift ist politisch unabhängig und wird weder von politischen Parteien noch staatlichen Einrichtungen finanziert. Sie ist Kooperationspartner des Linksnet. Weiterhin bestehen Kooperationen mit Berghof Conflict Research und der Stiftung für Entwicklung und Frieden (SEF). Chefredakteur ist Raimund Krämer.
Als deutsch-polnisches Projekt legt die Zeitschrift einen Schwerpunkt auf Themen aus und über Mittel- und Osteuropa. Im Sinne vergleichender Länderstudien werden regelmäßig Analysen über einzelne Staaten bzw. Regionen publiziert.
Jede Ausgabe beschäftigt sich mit einem Schwerpunkt (Thema), der in fünf bis sieben Beiträgen erörtert wird. Zudem werden in der Rubrik „Streitplatz“ regelmäßig Debatten zu aktuellen Themen eröffnet, die von verschiedenen Autoren über mehrere Ausgaben diskutiert werden können. Weitere Rubriken sind WeltBlick, Forum, Porträt und Kommentar. Rezensionen, Neuerscheinungen und Konferenzberichte gehören ebenfalls zur Zeitschrift.
Seit dem Jahr 2017 diskutiert WeltTrends in regelmäßigen Abständen unter dem Titel multipolar über militärische und sicherheitspolitische Themen.  Damit greift die Monatszeitschrift, WeltTrends – Das außenpolitische Journal, Themen auf, die bis dahin die DSS-Arbeitspapiere publizierten.
Zu den Beitragenden gehörten in den vergangenen Jahrzehnten unter anderem Egon Bahr, Hartmut Elsenhans, Juan Linz, Uri Avnery, Ernst-Otto Czempiel, Heiner Flassbeck, Jochen Hippler, Volker Perthes, Sibylle Tönnies, Immanuel Wallerstein und Werner Weidenfeld.

## Themen
Deutsche Außenpolitik, Geopolitik, NATO, Energiesicherheit, Naher und Mittlerer Osten, Lateinamerika, Weltmacht, China, Europäische Grenzpolitik, Vergessene Konflikte, Klimapolitik, Geheimdienste, Technokratie und Neue Weltordnung.